# Squatter (film)
Squatter (Furie) è un film horror e thriler francese, diretto e co-sceneggiato da Oliver Abbou.

## Trama
Paul, docente delle scuole superiori, è in vacanza in camper con sua moglie e suo figlio. La coppia ha concesso alla tata e a suo marito di trascorrere alcuni mesi nella loro casa e fatto firmare loro un contratto che impone il pagamento delle bollette: la coppia approfitta di questo cavillo per occupare abusivamente la casa, arrivando a far intervenire la polizia quando Paul prova a rientrare in casa. Mentre aspettano invano che la legge consenta loro di riappropriarsi del loro immobile, la famiglia si stabilisce in un luogo apposito per i camper il cui gestore, Mickey, è un ex compagno di classe ed ex fiamma di Chloe, la moglie di Paul.
Man mano che i tentativi legali di riappropriarsi della sua casa falliscono, Paul inizia a covare una rabbia molto maggiore. Dopo essere stato definito un "nero fuori e bianco dentro" da uno studente, e aver stabilito un rapporto d'amicizia con il violento Mickey e il suo gruppo d'amici, l'uomo inizia a mettere in atto delle tattiche poco ortodosse per cacciare gli inquilini abusivi dalla casa. Quando l'uomo inizia a coinvolgere il bambino, sua moglie decide di separarsi temporaneamente da lui insieme al bambino: in questa occasione l'uomo le rinfaccia per la prima volta un tradimento, motivo di una tensione fra di loro che li aveva spinti ad andare in vacanza per un periodo così lungo.
Quando l'uomo si ritrova tuttavia davanti al crudele pestaggio di due suoi studenti da parte della banda di Mickey, Paul capisce quanto sia negativa l'influenza del criminale su di lui. Alla sua decisione di allontanarsi tra loro, la banda di Mickey attacca selvaggiamente la sua abitazione proprio mentre lui e Chloe erano nelle vicinanze della casa: ne deriva un terribile atto di violenza in cui la banda distrugge tutto e tortura i presenti con lo scopo di ucciderli, arrivando a inserire la tata Sabrina in una confezione per sottovuoto e ad aspirare l'aria. La banda riesce ad uccidere il marito di Samira, tuttavia Mike riesce a reagire in modo tale da uccidere l'intera banda ad eccezione di Mickey, che colpito dalle gesta di Paul decide di concedergli di riappropriarsi della sua casa. La vita della famiglia ritorna normale: l'intesa sessuale fra Paul e Chloe ritorna come prima del tradimento.

## Produzione
Il film è stato pubblicato nei cinema francesi nel 2019, per poi approdare su Netflix sia in Francia che in altri mercati.

## Accoglienza
Sull'aggregatore AlloCiné il film riceve un voto medio di 3,3 su 5 basato su 12 critiche. Alcuni critici hanno sottolineato come l'opera sia chiaramente ispirata al thrilling psicologico degli anni '70, citando in particolare il film Cane di paglia come probabile fonte d'ispirazione.
Jean-Francois Rauger di Le Monde recensisce negativamente l'opera, affermando che il regista non riesce non riesce a mantenere una visione critica e articolata della violenza nel tempo. Di contro, Francesco Belliti di Nocturno recensisce positivamente l'opera, definendolo "uno dei migliori titoli Netflix dell’ultimo periodo, facilmente vendibile come un home invasion ma non altrettanto nei contenuti".